# 武藏野音乐大学短期大学部
武藏野音乐大学短期大学部（日语：／ Musashino Ongaku Daigaku Tanki Daigakubu *）是过去一所位于日本埼玉县入间市的私立短期大学。

## 概要

### 简介
- 学校法人武藏野音乐学园经营之短期大学了。武藏野音乐大学的源流即武藏野音乐学校成立于1929年[1]。短期大学为于1950年开办、同时招収男女学生。招生到1982年、停办于1986年[2]。

### 历史
- 1950年 武藏野音乐大学短期大学部成立并同时设置音乐教育学科第二部[注 3]。招生定额是80名[3]。
- 1952年 音乐科成立分离为三个专攻、以下列举[3]。
  - 器乐专攻：招生定额是30名
  - 声乐专攻：招生定额是15名
  - 音乐创作专攻：招生定额是5名
- 1966年 音乐科招生定额变更为150名从50名[2]。
- 1982年 校园迁址至埼玉县入间市从东京都练马区。最后一年招生[注 4]、次年停止招生（正式停办于1986年3月18日[2]）。

## 学校环境
- 入间校园：在了埼玉县入间市[注 1]
- 练马校园：在了东京都练马区[注 2]

## 历任校长
- 福井直秋：第一代短期大学校长[1]
- 福井直敬：最后短期大学校长[4]

## 组织

### 学科
- 音乐科
  - 器乐专攻
  - 声乐专攻
  - 音乐创作专攻

### 前学科
| - 音乐教育学科第二部 |

### 专科
| - 音乐专攻 |

### 业余课程
| - 无 |

## 知名校友
- 秋山纪夫：于1953年音乐教育学科第二部毕业。获得旭日章[5]

## 相关链接
- 日本短期大学列表